# Selje
Selje – norweskie miasto i gmina leżąca w regionie Sogn og Fjordane.
Selje jest 312. norweską gminą pod względem powierzchni.

## Demografia
Według danych z roku 2005 gminę zamieszkuje 2999 osób. Gęstość zaludnienia wynosi 12,73 os./km². Pod względem zaludnienia Selje zajmuje 273. miejsce wśród norweskich gmin.
| ludność stan na 1 stycznia 2005 |         |           |       |
|                                 | kobiety | mężczyźni | razem |
| osób                            | 1488    | 1511      | 2999  |
| %                               | 49,62%  | 50,38%    | 100%  |

| wykształcenie stan na 1 października 2004 |        |         |        |        |
|                                           | podst. | średnie | wyższe | niezn. |
| osób                                      | 685    | 1361    | 282    | 25     |
| %                                         | 29,11% | 57,84%  | 11,98% | 1,06%  |

## Edukacja
Według danych z 1 października 2004:
- liczba szkół podstawowych (norw. grunnskolar): 4
- liczba uczniów szkół podst.: 450

## Władze gminy
Według danych na rok 2011 administratorem gminy (norw. rådmann) jest Reidar Sandviknes, natomiast burmistrzem (norw. ordfører, d. borgermester) jest Gunn R Vårdal Helgesen.